# Stefán & Eyfi
Stefán & Eyfi war ein isländisches Pop-Duo, bestehend aus den Sängern Eyjólfur Kristjánsson (* 17. April 1961 in Reykjavík) und Stefán Hilmarsson (* 26. Juni 1966 in Reykjavík).
Als Gewinner der isländischen Vorauswahl nahmen sie am Eurovision Song Contest 1991 in Rom teil. Mit ihrem Popsong Nína erreichten sie den 15. Platz.